# 에스타디오 말비나스 아르헨티나스
에스타디오 말비나스 아르헨티나스(Estadio Malvinas Argentinas)는 아르헨티나 멘도사의 헤네랄 산마르틴 공원(Parque General San Martín)에 있는 축구 경기장이다. 1978년 FIFA 월드컵을 위해 건설되었으며 48,000여 명을 수용할 수 있다. 20,268개의 좌석이 설치되어 있으며 나머지는 스탠딩 석이다. 2021년 코파 아메리카의 경기장으로 사용될 예정이다.
애초에 이 경기장의 이름은 에스타디오 시우다드 데 멘도사(Estadio Ciudad de Mendoza, 멘도사 시립경기장)이었으나, 1982년 포클랜드 전쟁 당시에 아르헨티나에서 일어난 애국주의 열풍 속에서 지금의 이름으로 개명되었다.
하부 리그를 전전하던 멘도사 시를 연고로 하는 축구팀 CD 고도이크루스이 프리메라 디비시온에 승격한 이후, 홈 경기장으로 사용되고 있다. 1967년부터 1985년까지 아르헨티노스 주니어스가 이곳을 홈 경기장으로 사용한 지 20여 년만의 일이다.